# Torrijos
Torrijos – gmina w Hiszpanii, w prowincji Toledo, w Kastylii-La Mancha, o powierzchni 17,34 km². W 2011 roku gmina liczyła 13 448 mieszkańców.